# Шумлянский, Павел Михайлович
Павел Миха́йлович Шумля́нский (укр. Павло Михайлович Шумлянський; 1750, с. Малые Будища, Войско Запорожское (территория нынешней Полтавы) — 1821, Харьков) — врач-хирург, медик, педагог, первый декан медицинского факультета Харьковского университета, профессор хирургии Московской медико-хирургической академии, доктор медицины. Почëтный член Санкт-Петербургской медико-хирургической академии.
Один из основателей отечественной гистологии, гистолог.

## Биография
Павел Шумлянский родился в семье значкового товарища Полтавского полка. Брат Александра Шумлянского (1748—1795), врача-акушера, доктора медицины и хирургии.
Образование получил в Киево-Могилянской академии (1763—1770), где окончил словесный и философский классы, после чего служил в Киевской духовной консистории. Однако, в 1773 году он оставил духовную службу и для изучения врачебной науки продолжил учëбу в Санкт-Петербургском генеральном госпитале (1773—1774). Окончив обучение и, получив в 1779 году звание лекаря, служил в полевых, пехотных, конных и артиллерийских полках, а затем (в 1784 году) был командирован за счёт Петербургского воспитательного дома за границу для изучения медицины в Страсбургском университете (1784—1789), где в 1789 году защитил докторскую диссертацию «De proxima toricae inflammationis causa» («О непосредственной причине местного воспаления»).
С 1790 года — преподаватель Петербургской медицинской школы.
В 1793 году назначен профессором анатомии и хирургии Кронштадтской хирургической школы; в 1795 году переведён профессором фармакологии и хирургии в московскую хирургическую школу.
После создания в 1800 году московской медико-хирургической академии назначен ординарным профессором хирургии и, кроме этого, с 1801 года заведующий московским заводом хирургических инструментов и оператор московского госпиталя.
При создании Харьковского университета переведён туда ординарным профессором хирургии (1805—1817). 
Неоднократно избирался деканом медицинского факультета Харьковского университета (1807, 1810—1811, 1814— 1816 гг.). Был избран почётным членом Петербургской медико-хирургической академии и членом «Общества соревнователей врачебных и физических наук».
Как указал Д. И. Багалей «общая слабость сил, а особенно слабость зрения лишили профессора возможности продолжать службу» и в 1817 году он подал в отставку. При увольнении он «получил за долговременную беспорочную службу (48 лет) в пенсию полный оклад жалованья, т.е. 2000 р., но ни награды, ни квартирных вдобавок к пенсии министр не разрешил».

## Избранные научные труды
Труды П. Шумлянского, в основном, посвящены изучению лечебного действия воды, минеральных вод Полтавской губернии, вывихов суставов и др.
- «Объяснение испытанного действия воды на тело, огнём охваченное и стужею пораженное» (СПб., 1792);
- «Мысли о способах против пожаров» (Харьков, 1805);
- «Испытание минеральных вод Полтавской губернии Константиновского уезда в дачах Ковалевской» (Харьков, 1806);
- «Об испытании минеральных вод в даче Кочубея, в селе „Дубовые Гряды“» (Харьков, 1806, 2-е изд. 1808);
- «О физических способах жизни» (Харьков, 1806);
- «Краткое наставление — как предохранить себя от прилипчивых болезней простыми общедоступными средствами» (совместно с И. Д. Книгиным; Харьков, 1814);
- «Примечания с дополнениями к науке о вывихах костей» (М., 1821) и др.